# Iñaki Sáez
José Ignacio Sáez Ruiz (Bilbao, 23 april 1943), beter bekend als Iñaki Sáez, is een Spaanse voetbaltrainer en voormalig profvoetballer.

## Loopbaan als voetballer
Sáez speelde als verdediger bij San Vicente (1958-1961), Baracaldo (1961-1962) en Athletic de Bilbao (1962-1974). Bovendien kwam hij in 1968 driemaal uit voor het Spaans nationaal elftal: op 3 april tegen Engeland, op 2 mei tegen Zweden en op 8 mei tegen wederom Engeland.

## Loopbaan als trainer
Sáez begon in 1975 als trainer bij Athletic de Bilbao. Tussen 1975 en 1992 leidde hij  verschillende jeugdelftallen en in drie periodes (1980-1981, 1985-1986, 1990-1992) het eerste elftal. Vervolgens was Sáez werkzaam bij UD Las Palmas (1992-1995) en Albacete Balompié (1995-1996). In 1996 ging hij aan de slag bij de Spaanse voetbalbond RFEF. Sáez won in 1999 met het elftal onder-20 de wereldbeker en een jaar later behaalde hij met het Olympisch elftal de zilveren medaille op de Olympische Spelen 2000 in Sydney. In 2002 werd Sáez aangesteld als de vervanger van José Antonio Camacho als trainer van het Spaans nationaal elftal. Hij debuteerde als bondscoach op 21 augustus 2002 tegen Hongarije. Onder zijn leiding nam Spanje deel aan het EK 2004 in Portugal, waar La Furía Roja al in de eerste ronde werd uitgeschakeld. Na deze slechte prestatie werd Sáez ontslagen als bondscoach. De EK-wedstrijd tegen Portugal op 20 juni 2004 was zijn laatste duel als bondscoach. Sáez kwam als bondscoach tot 23 wedstrijden, waarin 15 keer werd gewonnen, zes keer werd gelijkgespeeld en tweemaal werd verloren. Hij ging zich na zijn ontslag als bondscoach  weer met de jeugdelftallen bezighouden. Sáez coachte in 2005 het elftal onder-20 op het WK in Nederland.
1 Aranzubia ·
2 Lacruz ·
3 Capdevila ·
4 Marchena ·
5 Vergara ·
6 Albelda ·
7 Angulo ·
8 Xavi ·
9 José Marí ·
10 Gabri ·
11 Ferrón ·
12 Puyol ·
13 Luque ·
14 Amaya ·
15 Ismael ·
16 Velamazán · 
17 Tamudo ·
18 Ortiz ·
19 Dorado ·
20 Ania · 
21 Jesuli ·
22 Láinez ·
Coach: Sáez
1 Cañizares ·
2 Capdevila ·
3 Marchena ·
4 Albelda ·
5 Puyol ·
6 Helguera ·
7 Raúl  ·
8 Baraja ·
9 Torres ·
10 Morientes ·
11 Luque ·
12 Gabri ·
13 Aranzubia ·
14 Vicente ·
15 Bravo ·
16 Alonso ·
17 Etxeberria ·
18 César ·
19 Joaquín ·
20 Xavi ·
21 Valerón ·
22 Juanito ·
23 Casillas ·
Coach: Sáez